# 心叶蓝钟花
心叶蓝钟花（学名：Cyananthus cordifolius）是桔梗科蓝钟花属的植物。分布在尼泊尔以及中国大陆的西藏等地，生长于海拔3,000米至4,000米的地区，一般生长在山坡灌丛下，目前尚未由人工引种栽培。
其种加词“cordifolius”意为“心形叶的”。